# 台5線
台5線是臺灣省道之一，連接臺北市與基隆市，故又名北基公路。路線起自臺北市行政院前路口（臺灣公路原點）起，沿忠孝東路至南港區，後轉研究院路、南港路進入新北市汐止區，經過基隆市七堵區、暖暖區、仁愛區，終點位於基隆市南榮路與仁五路口，公告與實際里程均為27.916公里。台5線共有支線1條（台5乙線已於2013年6月解編）。
本路線在過去是臺北基隆間聯絡之直接孔道，也是基隆港貨物運送至臺北的重要路線；國道一號通車後，本路線轉型為臺北、汐止與基隆地區的區域聯絡性質，其中臺北市路段帶動了臺北市東區甚至汐止的發展。
- 台5線起點：台北市忠孝東西路、中山南北路口。台1線、台1甲線、台3線、台9線亦以此為起點。

## 支線

### 甲線
全長8.623公里，為原台5線行經新北市汐止區與基隆市七堵區的舊路線(汐止大同路/七堵明德三路)，西起汐止區樟樹灣新台五路、大同路口，經汐止、五堵等地，至基隆市六堵新台五線(明德二路)、明德三路口(六堵橋)為止。原台5甲線為麥克阿瑟公路（今國道1號基隆端－內湖交流道段）的編號，後來改為汐止外環道(新台五路)的編號。1993年兩條路線互換編號，台5線改行新台五路，行經汐止市區大同路的舊線改為台5甲線，台5甲線行經五堵、保長坑一帶有汐止貨櫃車專用道匯入加上許多貨櫃場皆設在沿線，來往台北與基隆的車輛也多走新線(新台五路)以避開大車。

### 乙線（已解編）
全長2.085公里，名為汐止貨櫃車專用道，起點為於台5甲線五堵路段，跨越基隆河後以高架橋沿基隆河北岸行進，終點為國道一號汐止交流道，以引導五堵地區貨櫃場之車流利用專用道直接進入高速公路，避免貨櫃車進入汐止市區。2013年6月17日行政院公告台5乙線全線解編。

## 歷史沿革

### 清朝及日治時期
1632年，西班牙人已開闢艋舺（萬華區）至雞籠（基隆市）間之小徑。清光緒年間，台灣巡撫劉銘傳將雞籠台北道加以拓寬並架設橋梁，沿線聚落如南港、水返腳（汐止）、保長坑、五堵、六堵、七堵、八堵等地日漸發展。日治時期，隨著台北市政治地位提升與工商業日漸發達，台北必須倚靠基隆做為外港，因此北基間交通為台北市經濟之命脈，1935年起，日本政府計畫在六年內，將北基道路全線改造為瀝青混凝土高級路面，但由於1937年二戰爆發，計畫因而停擺，僅完成快車道部分之混凝土路面工程；北基道路雖未按計畫改善完成，但路面品質在當時的台灣仍數一數二。當年北基道路是沿今日八德路與南港路進入汐止、基隆，連帶帶動了錫口（松山）地區的發展。

### 1962年臺灣公路第一次整編
公路法實施後，公路主管機關依法將全台各等級公路賦予編號。北基公路納編為省道台5線，路線與日治時期大致相同，但南港一帶由原來的經興南街改為經新闢之南港路。1964年5月2日北基新路通車，命名為麥克阿瑟公路（麥帥公路），是臺灣第一條全線立體交叉之封閉式快速公路，台灣省公路局並將台北市南京東路與麥帥公路共同納編為台5甲線。

### 1978年臺灣公路第二次整編
1978年後，因應原麥帥公路改建為國道一號以及台北市升格直轄市，將台5甲線改為新闢之汐止外環線（後稱為新台五線），原南京東路、麥帥公路等路段則解編；新建之汐止貨櫃車專用道則編為台5乙線。台北市路段從原路線八德路、南港路改為行經忠孝東路、研究院路及南港路。

### 1993年臺灣公路第三次整編
將原台5線與原台5甲線路線對調，即台5線改行汐止市新台五路，台5甲線行經汐止市區（大同路）。

## 行經行政區域
主線
| 臺北市                    | 中正區  | 三板橋                             | 0.000                  | 台1線／台3線 · 台1甲線 · 台9線 | 公路起點 起點                 |
| 臺北市                    | 中正區  | 三板橋                             | －                     | 新生高架道路                   |                               |
| 臺北市                    | 大安區  | 十二甲                             | －                     | 建國高架道路                   |                               |
| 臺北市                    | 大安區  | 興雅                               | 3.891                  | （地區道路）                   |                               |
| 臺北市                    | 信義區  | 興雅                               | －                     | （地區道路）                   |                               |
| 臺北市                    | 信義區  | 五分埔                             | －                     | （地區道路）                   |                               |
| 臺北市                    | 信義區  | 後山埤                             | 6.347                  | （地區道路）                   |                               |
| 臺北市                    | 南港區  | 東新庄子                           | －                     | （地區道路）                   |                               |
| 臺北市                    | 南港區  | 三重埔                             | －                     | （地區道路）                   |                               |
| －                        |         |                                    |                        |                                |                               |
| 新北市                    | 汐止區  | 橫科                               | 10.963                 | 環東大道                       | 僅西行出口 環東大道僅西行入口 |
| 新北市                    | 汐止區  | － 僅東行                          |                        |                                |                               |
| 新北市                    | 汐止區  | 樟樹灣                             | －                     | 台5甲線                        | 起點                          |
| 新北市                    | 汐止區  | － 跨越縱貫線北段                  |                        |                                |                               |
| 新北市                    | 汐止區  | 新台五路交流道                     | 12.200                 | 國道三號                       |                               |
| 新北市                    | 汐止區  | －                                 |                        |                                |                               |
| 新北市                    | 汐止區  | 下寮                               | －                     | 北33線                         | 起點                          |
| 新北市                    | 汐止區  | 街後                               | －                     | （地區道路）                   |                               |
| 新北市                    | 汐止區  | 茄苳腳                             | －                     | （地區道路）                   |                               |
| 新北市                    | 汐止區  | －                                 |                        |                                |                               |
| 新北市                    | 汐止區  | 保長坑                             | －                     | 北31線                         | 僅東出西入                    |
| 18.6 跨越北31線與保長坑溪 |         |                                    |                        |                                |                               |
| 基隆市                    | 七堵區  | 五堵                               | －                     | 北31線                         | 僅西出東入                    |
| 基隆市                    | 七堵區  | － 跨越縱貫線北段、台5甲線與基隆河 |                        |                                |                               |
| 基隆市                    | 七堵區  | 百福                               | －                     | （地區道路）                   |                               |
| 基隆市                    | 七堵區  | －                                 |                        |                                |                               |
| 基隆市                    | 七堵區  | 六堵                               | －                     | 台5甲線                        | 終點                          |
| 基隆市                    | 七堵區  | 草濫                               | －                     | （地區道路）                   |                               |
| 基隆市                    | 七堵區  | －                                 |                        |                                |                               |
| 基隆市                    | 七堵區  | 七堵市區                           | －                     | （地區道路）                   |                               |
| 基隆市                    | 23.441  |                                    |                        |                                |                               |
| 基隆市                    | 暖暖區  | 八堵                               |                        |                                |                               |
| 基隆市                    | 暖暖區  | 八堵                               | － 隧道 穿越縱貫線北段 |                                |                               |
| 基隆市                    | 暖暖區  | 八堵                               | －                     | 台2丁線                        | 起點                          |
| 基隆市                    | 暖暖區  | 八堵                               | － 僅東行，跨越宜蘭線  |                                |                               |
| 基隆市                    | 暖暖區  | 八堵                               | － 僅西行，跨越宜蘭線  |                                |                               |
| 基隆市                    | 暖暖區  | 八堵                               | －                     | （地區道路）                   |                               |
| 基隆市                    | 暖暖區  | 八堵                               | －                     |                                |                               |
| 基隆市                    | 暖暖區  | 八堵                               | －                     | （地區道路）                   |                               |
| 基隆市                    | － 隧道 |                                    |                        |                                |                               |
| 基隆市                    | 仁愛區  | 坪林                               | －                     | （地區道路）                   |                               |
| 基隆市                    | 仁愛區  | － 隧道 僅東行                     |                        |                                |                               |
| 基隆市                    | 仁愛區  | 石硬港                             | －                     | （地區道路）                   |                               |
| 基隆市                    | 仁愛區  | 基隆市區                           | 27.916                 | 台2線                          | 公路終點 近 基隆端            |
| 半套匝道                  |         |                                    |                        |                                |                               |

甲線
| 新北市   | 汐止區 | 樟樹灣            | 0.000 | 台5線            | 公路起點   |
| 新北市   | 汐止區 | 下寮              | －    | （地區道路）     |            |
| 新北市   | 汐止區 | －                |       |                  |            |
| 新北市   | 汐止區 | 汐止市區          | －    | 北29線           | 終點       |
| 新北市   | 汐止區 | 汐止交流道        | －    | 國道一號         |            |
| 新北市   | 汐止區 | 茄苳腳            | －    | 北30線           | 起點       |
| 新北市   | 汐止區 | 溪洲寮            | 4.403 | 汐止貨櫃車聯絡道 | 僅西出東入 |
| 新北市   | 汐止區 | 保長坑            | －    | 北30線           | 終點       |
| 新北市   | 汐止區 | 保長坑            | －    | 北31線           | 起點       |
| 新北市   | 汐止區 | 保長坑            | －    |                  |            |
| 新北市   | 汐止區 | 保長坑            | －    | （地區道路）     |            |
| 基隆市   | 七堵區 | 五堵              | －    | （地區道路）     |            |
| 基隆市   | 七堵區 | － 跨越縱貫線北段 |       |                  |            |
| 基隆市   | 七堵區 | 百福              | －    | （地區道路）     |            |
| 基隆市   | 七堵區 | 六堵              | 8.623 | 台5線            | 公路終點   |
| 半套匝道 |        |                   |       |                  |            |

乙線（已解編）
全線均位於新北市境內。
| 鄉鎮 市區 | 地點       | 里程 （km） | 交會道路      | 備註       |
| --------- | ---------- | ----------- | ------------- | ---------- |
| 汐止區    | 溪洲寮     | 0.000       | 台5甲線（東） | 公路起點   |
| 汐止區    | 過港       | 0.412       | 禮門街        | 僅北出南入 |
| 汐止區    | 街後       | 0.500       | 北29線        | 僅北向出口 |
| 汐止區    | 汐止交流道 | 2.043       | 國道一號      | 公路終點   |
| 半套匝道  |            |             |               |            |

## 行經行政區域長度
臺五線
| 縣市   | 鄉鎮   | 長度（公里） |
| ------ | ------ | ------------ |
| 臺北市 | 全區   | 11           |
| 臺北市 | 中正區 | 1.4          |
|        | 大安區 | 2.6          |
|        | 信義區 | 2.5          |
|        | 南港區 | 4.5          |
| 新北市 | 全區   | 7.6          |
| 新北市 | 汐止區 | 7.6          |
| 基隆市 | 全區   | 9.4          |
| 基隆市 | 七堵區 | 4.9          |
|        | 暖暖區 | 2.5          |
|        | 仁愛區 | 2            |

臺五甲線
| 縣市   | 鄉鎮   | 長度（公里） |
| ------ | ------ | ------------ |
| 新北市 | 全區   | 6            |
| 新北市 | 汐止區 | 6            |
| 基隆市 | 全區   | 2            |
| 基隆市 | 七堵區 | 2            |

## 沿線路名
| 主線 - 忠孝東路 - 研究院路一段 - 南港路一段 - 大同路一段 - 新台五路 - 明德二路 - 明德一路 - 八堵路 - 南榮路 | 甲線 - 大同路 - 明德三路 |

## 沿線設施與景點
| 主線 - 臺灣公路原點 - 行政院 - 監察院 - 內政部警政署 - 內政部警政署保安警察第六總隊 - 善導寺站（台北捷運板南線） - 臺北市中正區公所 - 中華民國審計部 - 華山1914文化創意產業園區 - 臺北酒廠 - 臺北市中正區忠孝國民小學 - 忠孝新生站（台北捷運板南線、台北捷運中和新蘆線） - 國立臺北科技大學 - 臺北工業學校紅樓 - 新光三越Diamond Towers(台北忠孝店) - 遠東SOGO台北復興館 - 忠孝復興站（台北捷運文湖線、台北捷運板南線） - 遠東SOGO台北忠孝館 - 東區地下街 - 忠孝敦化站（台北捷運板南線） - 明曜百貨 - 交通部觀光署 - 國父紀念館站（台北捷運板南線） - 臺北大巨蛋 - 臺北市信義區光復國民小學 - 國父紀念館 - 松山文創園區 - 台灣設計研究院 - 市府轉運站 - 統一時代百貨台北店 - 市政府站（台北捷運板南線） - 微風廣場 (信義店) - 臺北市政府消防局 - 中華民國國軍退除役官兵輔導委員會 - 臺北市立松山高級工農職業學校 - 永春站（台北捷運板南線） - 後山埤站（台北捷運板南線） - 國防部軍備局規格鑑測中心 - 昆陽站（台北捷運板南線） - 中華民國衛生福利部 - 北部流行音樂中心 - 南港車站 - 臺灣高鐵／臺灣鐵路縱貫線北段／台北捷運板南線 - CITY LINK南港店 - 南港轉運站 - 國家文官學院 - 台北南港展覽館2館 - 南港展覽館站 - 台北捷運文湖線、台北捷運板南線／基隆捷運 - 台北南港展覽館1館 - 好市多汐止店 - 新台五路交流道（國道三號） - 東方科學園區 • 遠雄U-Town - IFG遠雄廣場 - 新北市汐止區行政中心 - 新北市立秀峰高級中學 - 基隆市七堵區七堵國民小學 - 八堵車站 - 臺灣鐵路縱貫線北段、宜蘭線／基隆捷運 - 基隆市仁愛區南榮國民小學 - 三坑車站（臺灣鐵路縱貫線北段／基隆捷運） - 基隆端（台2線⇒國道一號） | 甲線 - 汐科車站 - 縱貫線北段／汐東線／基隆捷運 - 新北市汐止區汐止國民小學 - 汐止交流道（國道一號） - 新北市立汐止國民中學 - 五堵車站（臺灣鐵路縱貫線北段／基隆捷運） - 新北市私立崇義高級中學 - 新北市汐止區保長國民小學 - 百福車站（臺灣鐵路縱貫線北段／基隆捷運） |